# Kreis Witkowo

Der Kreis Witkowo

Der Kreis Witkowo war von 1887 bis 1919 ein preußischer Landkreis im Regierungsbezirk Bromberg der Provinz Posen. Das ehemalige Kreisgebiet gehört heute zur polnischen Woiwodschaft Großpolen.

## Geschichte
Das Gebiet um die Stadt Witkowo gehörte seit der Zweiten Teilung Polens im Jahre 1793 zur preußischen Provinz Südpreußen. Nach dem Frieden von Tilsit kam das Gebiet 1807 zum Herzogtum Warschau, fiel aber nach dem Wiener Kongress am 15. Mai 1815 erneut an das Preußen. Bis zum 1. Oktober 1887 gehörte es zum Kreis Gnesen im Regierungsbezirk Bromberg der Provinz Posen.
Am 1. Oktober 1887 wurde aus der Südosthälfte des Kreises Gnesen der neue Kreis Witkowo gebildet. Zu diesem neuen Kreis kamen die Städte Mieltschin, Powidz, Schwarzenau und Witkowo, der Polizeidistrikt Witkowo, der größte Teil des Polizeidistrikts Schwarzenau und der Ostteil des Polizeidistrikts Gnesen II. Sitz des Landratsamtes wurde die Stadt Witkowo.
Am 12. November 1918 übernahm ein polnischer Arbeiter- und Soldatenrat die Verwaltung der Kreisstadt. Am 27. Dezember 1918 begann in der Provinz Posen der Großpolnische Aufstand der polnischen Bevölkerungsmehrheit gegen die deutsche Herrschaft, und am 29. Dezember 1918 war die Kreisstadt Witkowo endgültig unter polnischer Kontrolle. Am 16. Februar 1919 beendete ein Waffenstillstand die polnisch-deutschen Kämpfe, und am 28. Juni 1919 trat die deutsche Regierung mit der Unterzeichnung des Versailler Vertrags den Kreis Witkowo auch offiziell an das neu gegründete Polen ab. Aus dem Kreis Witkowo wurde der polnische Powiat Witkowo. 1927 wurde der Powiat Witkowo aufgelöst, der Großteil von 542 km² kam zurück an den Powiat Gniezno, ein kleiner Teil von 46 km² mit der Gemeinde Marzenin kam an den südlichen Nachbarpowiat Września.

## Einwohnerentwicklung
| Jahr | Einwohner | Quelle |
| ---- | --------- | ------ |
| 1890 | 24.583    | [ 1 ]  |
| 1900 | 26.520    | [ 1 ]  |
| 1910 | 29.094    | [ 1 ]  |

Im Jahre 1890 waren von den Einwohnern etwa 84 % Polen und 16 % Deutsche. Der Großteil der deutschen Einwohner verließ nach 1918 das Gebiet.

## Politik

### Landräte
1887–190200Richard von Zawadzky
1902–191200Arthur Schack von Wittenau
1912–191900Udo de Roberti-Jessen

### Wahlen
Der Kreis Witkowo gehörte zum Reichstagswahlkreis Bromberg 5. Der Wahlkreis wurde bei allen Reichstagswahlen von Kandidaten der Polnischen Fraktion gewonnen.

## Größe
Der Kreis Witkowo hatte eine Fläche von 588 km².

## Städte und Gemeinden
Vor dem Ersten Weltkrieg umfasste der Kreis Witkowo die folgenden Städte und Landgemeinden:
| - Amwald - Anastazewo - Birkenau - Braunsdorf - Breitenfelde - Brückenfeld - Büchen - Cwierdzin - Czerniejewo - Drachowo - Dreiort - Ebenfelde - Elisenhain - Ellernbruch - Folwark - Gaj - Goczalkowo - Görzhof - Gorzykowo - Grünfeld - Grünhof - Grzybowo chrzanowice | - Huttawerder - Imielno - Imsee - Jägerswalde - Jakobsdorf - Jarzombkowo - Jaworowo - Jelitowo - Kamionka - Karsewo - Kendzierzyn - Kleinfließ - Kleparz - Klondau - Kolaczkowo - Kompiel - Königlich Strzyzewo - Königlich Szczytnik - Kossowo - Lesniewko - Linden - Louisenwalde | - Lubochnia - Ludwigshorst - Lugi - Malenin - Malvenkamp - Marzenin - Miaty - Mieltschin, bis 1907 Stadt - Mielzynek - Mierzewo - Monkownica - Neu Pakschin - Neu Teklenburg - Neudorf niechanowo - Neuzedlitz - Nidom - Niechanowo - Noskowo - Odrowonz - Ostrowite - Pappelberg - Pawlowo | - Piaski - Polanowo - Powidz, Stadt - Rehthal - Ruhfeld - Schwarzenau, Stadt - Skorzencin - Sokolowo - Stefansdorf - Strzyzewo czerniejewo - Szydlowitz - Trzoskolon - Wierzbiczany - Witkowo, Landgemeinde - Witkowo, Stadt - Wola skorzencin - Wylatkowo - Zelaskowo - Zolz - Zydowo |

Zum Kreis gehörten außerdem zahlreiche Gutsbezirke. Die Landgemeinden und Gutsbezirke waren zu Polizeidistrikten zusammengefasst. In der Zeit nach 1900 wurden einige Ortsnamen eingedeutscht:
Jarzombkowo → Jarschomkowo (1900)
Strzyzewo czerniejewo → Karlsruh (1905)
Szydlowitz → Schidlowitz (1907)